# Leo Felix Aschan
Leo Felix Aschan, född 14 juni 1808 i Eksjö stadsförsamling, Jönköpings län, död där 9 april 1892, var en svensk garvare och riksdagsman. Han tillhörde släkten Aschan från Östergötland.

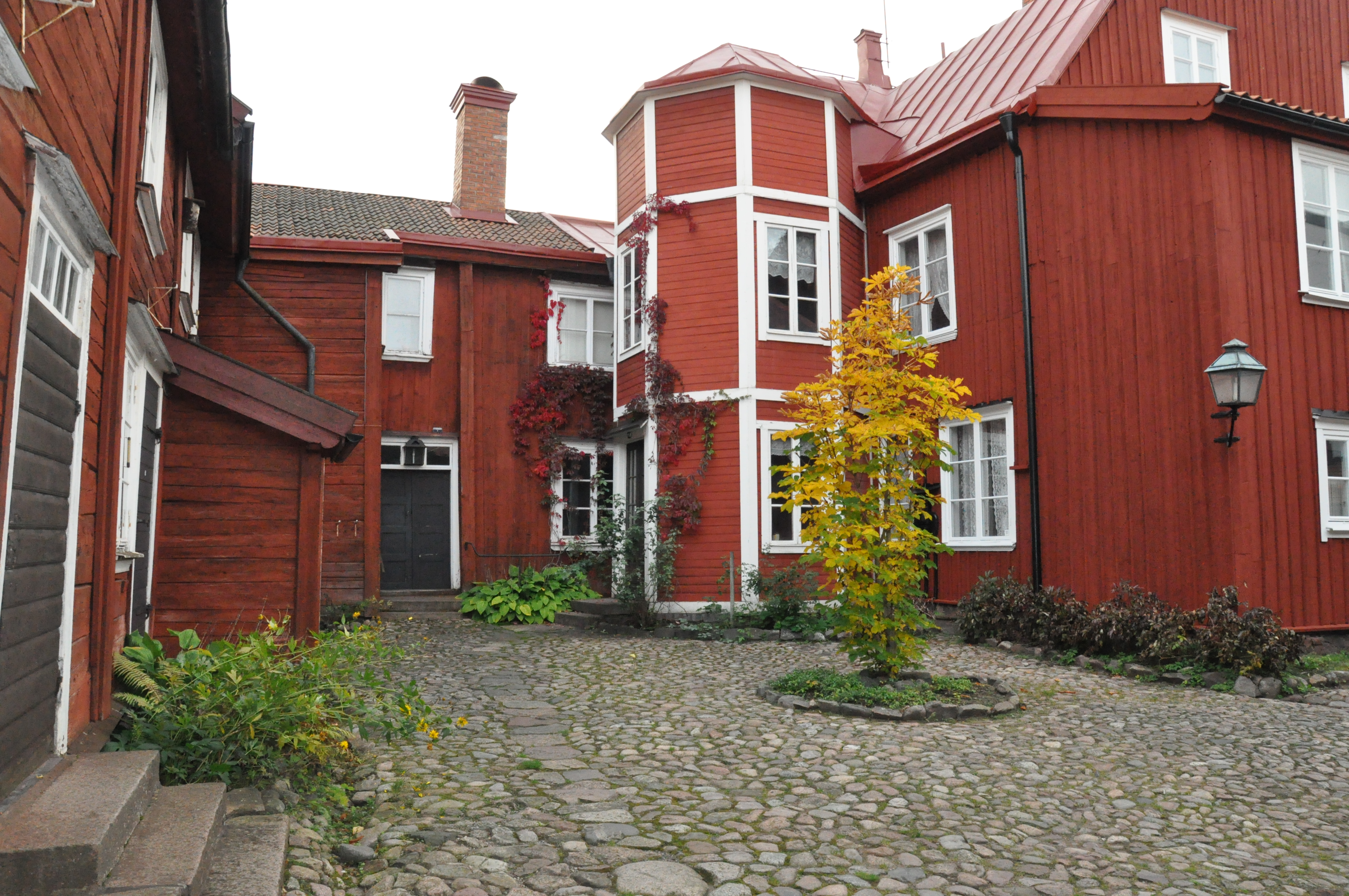
Aschanska gården i Eksjö.

Leo Felix Aschan startade ett garveri i Eksjö på nuvarande Museigården. Han var också rådman och bankdirektör[källa behövs], samt riksdagsman i borgarståndet för Eksjö och Vimmerby vid riksdagen 1862/63, och var då bland annat ledamot i det förstärkta statsutskottet.